# 躁病
躁病（そうびょう、mania）は、気分が異常に高揚し、夜も眠らずに、支離滅裂な言動を発したり、危険を顧みなくなるような状態になる期間（病相）。19世紀の診断分類の登場時から躁うつ病の、あるいは現行では双極I型障害の、躁病の期間である。以上では、躁病とうつ病が循環すると考えられるが、循環しない単極性躁病の概念も存在する。躁病の用語は双極I型障害の場合に用い、より軽い双極II型障害では軽躁病を用いる。
- 躁病 Mania（「マニア」の語源） については、紀元前にヒポクラテスが人々の気分について悲しみの性質の[1]あるメランコリー melancholia と共に言及しており、ローマの医師Caelius Aurelianus（英語）によれば7つの語源があるとし、プラトンは身体、神あるいは閃きから生じる精神的緊張を伴うものとした[2]。その後カッパドギアのアレタイオース（英語版）（1世紀）が、この2つの状態が対応したものだとした[2]。

19世紀まで、躁 Mania と うつ melancholia はまったく異なる障害だとみなされたが、1851年にジャン＝ピエール・ファルレがこの2つの間を循環するという初の概念を提示し、19世紀末までには広く認識されていった。ファルレと、初期の精神病の分類を行ったカール・カールバウムから、着想を得てエミール・クレペリンは分類体系を手掛け、躁と鬱を一体化し、また精神病状態を、早発性痴呆と躁鬱狂気 manic-depressive insanity に組み入れ、現在の双極性障害よりも広い概念といえる。当時の、躁病の用語では幻覚なども含まれ現代的な意味とは必ずしも一致するものではない。
クレペリンの偉業は国際的に評価され『精神病学』（1899年）が著され、日本では呉秀三の門下生である石田昇らが、1906年クレペリンに基づく精神病学を紹介し、1908年には三宅鑛一らが『精神病診断及治療学』を著し、躁鬱狂を紹介した。呉は「狂」の字を除き躁鬱病とした。
これはDSM-IIでは、まだ躁鬱病 manic-depressive illness であったが、1980年の『精神障害の診断と統計マニュアル』第3版（DSM-III）の登場によって、双極性障害 Bipolar Disorder となった。単極性躁病の概念は残されている。双極性障害においては、躁病エピソードは双極I型障害における名称となる。双極II型障害では軽躁病エピソードのみとなる。
バルプロ酸ナトリウムのように、医薬品の添付文書では躁病の言葉が使われている場合がある。
躁病の状態では、気分が高揚しエネルギーに満ち、素晴らしいもので、言葉は絶えず出てくる、睡眠や食事も必要ないように思え、衝動的な無茶をやらかす。怪我、経済的リスクなどを顧みれなくなっている場合、安全の確保のために入院も必要となる。大半の双極I型障害では、躁病エピソードに続くうつ病エピソードが待っている。35歳以上での躁病エピソードの発症はまれで、抗うつ薬、身体疾患、薬物の影響が考えられる。

## 症状
躁病の症状は：
- 壮大なアイデア
- 非現実的な高い自尊心
- 睡眠の必要性の減少
- より高速な思考と活動
- 性的欲求
- 過剰支出
- リスクテイクなどの快楽の追求の強化
- 異常に高いエネルギーや活動の期間を経験する

躁状態はとても気持ちの良いものだが、双極性障害（かつて躁鬱病と呼ばれた）になると、それは長くは続かず、自己破壊的な行動につながる可能性があり、通常、その後にうつ病の時期が続く。

## 治療

### 薬物療法
2011年のエビデンスレビューによると、最も推奨される薬物療法は、リチウム塩の単独投与（軽度の場合）、リチウム塩と非定型抗精神病薬の併用（重度の場合）である。これらの効果がみられなかった場合、次に推奨されるのは、バルプロ酸ナトリウム・非定型抗精神病薬・カルバマゼピンの単独投与（軽度の場合）、バルプロ酸ナトリウムと非定型抗精神病薬の併用（重度の場合）である。治療薬は、他のうつ病の治療薬とは異なるが、患者の気分を安定させるのに効果的である。

### 心理療法
対人関係社会リズム療法や認知行動療法が有効である。詳細については、「双極性障害#心理社会的治療」を参照。